# Sinocyclocheilus robustus
Sinocyclocheilus robustus är en fiskart som beskrevs av Chen och Zhao, 1988. Sinocyclocheilus robustus ingår i släktet Sinocyclocheilus och familjen karpfiskar. Inga underarter finns listade i Catalogue of Life.